# 멜라민 수지

멜라민 수지(melamine resin)는 멜라민과 포르말린을 축중합시켜 얻는 수지이다.
반응은 요소 수지의 경우와 같아서 그물 모양 중합체인데 성질은 그것보다 우수하다. 내열성·내약품성·내수성·기계적 강도 등에서 뛰어나므로 장식용 판자로 널리 이용되고 있는데, 도료·섬유·종이 등의 구김방지 가공 등에도 쓰이고 있다.  페놀 수지, 요소(우레아) 수지, 멜라민 수지는 모두 포름알데히드를 원료로 하므로 포름알데히드계 수지라고 한다.

## 생성 및 구조